# Los Alamos County
Los Alamos County är ett administrativt område i delstaten New Mexico, USA. År 2010 hade countyt 17 950 invånare.  Den administrativa huvudorten (county seat) är Los Alamos. 
Del av Bandelier nationalmonument ligger i countyt.

## Geografi
Enligt United States Census Bureau har countyt en total area på 282 km². 282 km² av den arean är land och 0 km² är vatten. 

### Angränsande countyn
- Rio Arriba County, New Mexico - nordöst
- Santa Fe County, New Mexico - öst
- Sandoval County, New Mexico - syd, väst, nord